# Diecezja London
Diecezja London – diecezja rzymskokatolicka w Kanadzie. Została erygowana w 1855. W latach 1859–1869 nosiła nazwę diecezja Sandwich.

## Biskupi diecezjalni
- Pierre-Adophe Pinsonneault (1856–1866)
- John Walsh (1867–1889)
- Dennis T. O’Connor, C.S.B. (1890–1899)
- Fergus Patrick McEvay (1899–1908)
- Michael Francis Fallon, O.M.I. (1909–1931)
- John Thomas Kidd (1931–1950)
- John Christopher Cody (1950–1963)
- Gerald Emmett Carter (1964–1978)
- John Michael Sherlock (1978–2002)
- Ronald Fabbro, C.S.B. (od 2002)